# Esbon
Esbon és una població dels Estats Units a l'estat de Kansas. Segons el cens del 2000 tenia 148 habitants.

## Demografia
Segons el cens del 2000, Esbon tenia 148 habitants, 71 habitatges, i 37 famílies. La densitat de població era de 184,3 habitants/km².
Dels 71 habitatges en un 19,7% hi vivien nens de menys de 18 anys, en un 46,5% hi vivien parelles casades, en un 7% dones solteres, i en un 46,5% no eren unitats familiars. En el 45,1% dels habitatges hi vivien persones soles el 23,9% de les quals corresponia a persones de 65 anys o més que vivien soles. El nombre mitjà de persones vivint en cada habitatge era de 2,08 i el nombre mitjà de persones que vivien en cada família era de 3.
Per edats la població es repartia de la següent manera: un 23% tenia menys de 18 anys, un 4,7% entre 18 i 24, un 25,7% entre 25 i 44, un 20,3% de 45 a 60 i un 26,4% 65 anys o més.
L'edat mediana era de 44 anys. Per cada 100 dones de 18 o més anys hi havia 103,6 homes.
La renda mediana per habitatge era de 26.875 $ i la renda mediana per família de 34.167 $. Els homes tenien una renda mediana de 24.688 $ mentre que les dones 13.125 $. La renda per capita de la població era de 17.438 $. Cap de les famílies i el 6,7% de la població estaven per davall del llindar de pobresa.

## Poblacions més properes
El següent diagrama mostra les poblacions més properes.